# Pietro Paolo Lippi
Pietro Paolo di Vincenzio Lippi (... – 1682) è stato un pittore italiano.
Risulta iscritto all'Accademia del Disegno dal 1643. Sandro Bellesi ne riferisce la sua attività di pittore quadraturista, autore di scenografie teatrali e sfondi architettonici, impegnato nel 1680, con francesco Sacconi nella decorazione di alcuni ambienti nella villa di Pratolino. Negli anni settanta del Seicento, quando il pittore rivestì le cariche più importanti per l'Accademia del Disegno, è documentato anche a Prato per lavori nella Cattedrale. Dal 1671 al 1673, e poi nel 1675 e nel 1676, risulta aver ricevuto dei pagamenti per le decorazioni del teatro dei Semplici, antico teatro pratese oramai perduto. Nell'ambiente pratese fu introdotto da Luca Alberti che lo raccomandò con una lettera ai membri della Compagnia dei Semplici, allora impegnati nella costruzione di un proprio teatro stabile. Tra le sue opere certe ed ancora visibili si devono ricordare gli affreschi per la Sala delle Udienze nel palazzo del Consiglio dei Dodici a Pisa. Morì nel 1682.